# Puya huancavelicae
Puya huancavelicae är en gräsväxtart som beskrevs av Lyman Bradford Smith. Puya huancavelicae ingår i släktet Puya och familjen Bromeliaceae. Inga underarter finns listade i Catalogue of Life.